# 広島県道455号金田平和線
広島県道455号金田平和線（ひろしまけんどう455ごう きんでへいわせん）は、広島県庄原市を通る一般県道である。

## 概要
庄原市口和町金田から庄原市平和町に至る。

### 路線データ
- 起点：広島県庄原市口和町金田（広島県道186号新市三次線交点）
- 終点：広島県庄原市平和町（水越口交差点、国道183号交点）
- 総延長：約7.0 km

## 地理

### 通過する自治体
- 広島県
  - 庄原市

### 交差する道路
| 交差する道路            | 交差する場所 | 交差する場所        |
| ----------------------- | ------------ | ------------------- |
| 広島県道186号新市三次線 | 口和町金田   | 起点                |
| 国道183号               | 平和町       | 水越口交差点 / 終点 |

### 沿線
- 西城川